# بونة ذوالفقار (للر وكتك)
بونة ذوالفقار (بالفارسية: بنه ذوالفقار) هي منطقة سكنية تقع في إيران في قسم للر وكتك الريفي. يقدر عدد سكانها بـ 100 نسمة بحسب إحصاء 2016.